# O Jungjong
O Jungjong (hangul: 오윤경, handzsa: 呉允景, RR: Oh Yoon-Kyung; 1941. augusztus 6. –) észak-koreai válogatott labdarúgó.
Az Észak-koreai válogatott tagjaként részt vett az 1966-os világbajnokságon.